# معن بن يزيد السلمي
معن بن يزِيدُ السلمي، صحابي. كانت له مكانة عند عمر بن الخطاب. شهد فتح مصر، ودمشق، وشهد صفين إلى جانب معاوية بن أبي سفيان. كما شارك في معركة مرج راهط إلى جانب الضحاك بن قيس (ضدالأمويين بقيادة مروان بن الحكم)، وقُتل فيها.
روى البُخَارِيُّ من طريق أبي الجويرية عن معْن بن يزيد، قال: "بايعتُ النبي ﷺ أنا وأبي وجدي". كما روى البغوي في ترجمة مَعْن عن يزيد بن أبي حبيب «أن معن بن يزيد بن الأخنس السلمي شهد هو وأبوه وجدّه بدْرًا». قال: «ولا نعلم أحدًا شهد هو وابنه وابن ابنه مسلمين إلا الأخنس» (جد معن). مع ذلك لم يورد ابن هشام اسم أيٌ من الثلاثة في جريدة ممن حضر بدر.

## نسبه
معن بن يزِيدُ بن الأَخْنَس بن حَبِيب بن جُرَّة بن زُعب بن مالك بن خُفَاف بن امرئ القيس بن بهثة بن سُلَيم بن منصور السُّلَمي.